# Hanriot HD.1
O Hanriot HD.1 foi um avião de caça monoposto francês da Primeira Guerra Mundial. Rejeitado para serviço com esquadrões franceses em favor do SPAD S.VII, o tipo foi fornecido para o "Luchtcomponent" (Componente Aéreo Belga) do Exército Belga e o Corpo Aeronautico (Corpo de Aviação Militar) do "Regio Esercito Italiano", com ambos provaram ser muito bem sucedidos. De um total de cerca de 1.200 exemplares construídos, 831 foram produzidos por empresas italianas sob licença.

## Desenvolvimento e produção
A "Aéroplanes Hanriot" produziu uma série de monoplanos pioneiros antes da guerra, mas estabeleceu-se como fabricante de licenças, notadamente de Sopwith 1½ Strutter, quando o HD.1 foi produzido em 1916. O tipo era um caça convencional com as características gerais de uma típica aeronave Sopwith, sendo de construção forte, mas leve e combinando linhas limpas com uma carga alar leve. Ele usou o mesmo arranjo de "estrutura cabane 1½" (ou "W") que o Sopwith de dois lugares. Tinha uma asa inferior plana, embora a asa superior tivesse um diedro bastante acentuado.
Com a potência de seu motor giratório Le Rhône de 110 hp (82 kW), não era excepcionalmente rápido, mas era muito manobrável e provou ser popular entre os pilotos como uma aeronave segura e agradável de voar. Para manter um desempenho competitivo de escalada e altitude, era prática comum restringir o armamento a uma metralhadora Vickers sincronizada, embora houvesse provisão para uma segunda arma e uma ocasionalmente fosse montada. Em aeronaves de fabricação francesa, a arma (ou armas) era instalada nas laterais da cabine e era acessível ao piloto sem que suas coronhas ficassem diretamente na frente de seu rosto em caso de acidente – um recurso incomum, mas bem-vindo, mesmo que suas origens estão na forma das escoras cabanas. Versões construídas na Itália montavam uma metralhadora centralmente. O tipo também foi produzido pela empresa Nieuport-Macchi de Varese, Itália, que construiu quase 900 HD.1 entre 1917 e 1919; mais do que a empresa-mãe.

## Histórico operacional

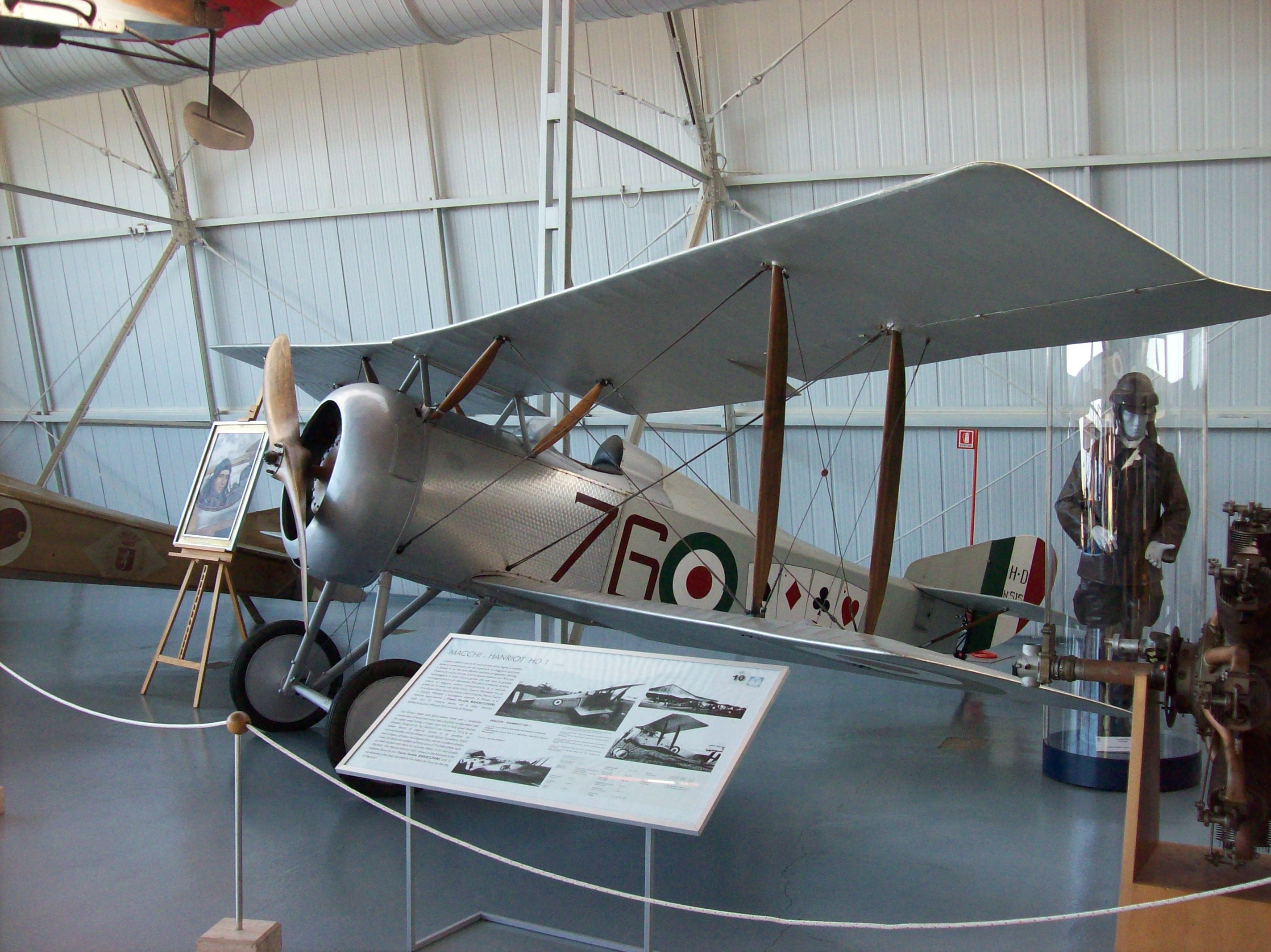
Um Hanriot HD.1 construído pela Macchi pilotado pelo ás Flavio Baracchini.

O novo tipo foi encomendado em produção como um possível substituto para o Nieuport 17, mas tornou-se "supérfluo" quando foi decidido substituir o Nieuport pelo SPAD S.VII no serviço aéreo francês. Alguns foram fornecidos à "Marine nationale", alguns dos quais foram eventualmente passados para a Marinha dos EUA - alguns Hanriots navais foram convertidos ou construídos como hidroaviões com superfícies de cauda aumentadas.
A maior parte da produção inicial foi fornecida aos belgas, que notoriamente tiveram que se contentar com os refugos dos Aliados. Com os esquadrões de caças belgas, o HD.1 provou ser surpreendentemente bem-sucedido e o tipo permaneceu o caça padrão belga pelo resto da guerra. Willy Coppens, o maior ás belga da guerra, foi o piloto de HD.1 de maior sucesso. Pelo menos uma de suas máquinas foi equipada experimentalmente com uma metralhadora Vickers de 11 mm para uso em rebentar balões, algo em que Coppens se destacou. A maioria de suas vitórias foram em balões e muitas foram conquistadas enquanto voava em vários HD.1s. Essas aeronaves permaneceram em uso até o final da década de 1920.
O tipo também foi fornecido em pequena quantidade aos italianos, que o fabricaram em quantidade e o usaram para substituir Nieuports e SPADs. O tipo foi considerado (pelos italianos) um caça melhor do que o SPAD S.XIII e tornou-se o caça italiano padrão, equipando 16 dos 18 esquadrões de caças italianos operacionais em novembro de 1918. Hanriots italianos excedentes foram usados por vários países no pós-guerra, incluindo a Suíça.
A "Naval Aircraft Factory" dos EUA construiu (ou possivelmente modificou/converteu) 10 HD.1 nos anos imediatos do pós-guerra. Estes eram usados principalmente como treinadores, embora também estivessem envolvidos em experimentos com plataformas de decolagem em navios de guerra – eles podiam ser equipados com canhões duplos e pelo menos uma máquina tinha hidrovanes e bolsas de flutuação do tipo desenvolvido para a "Royal Navy".

## Exemplares sobreviventes

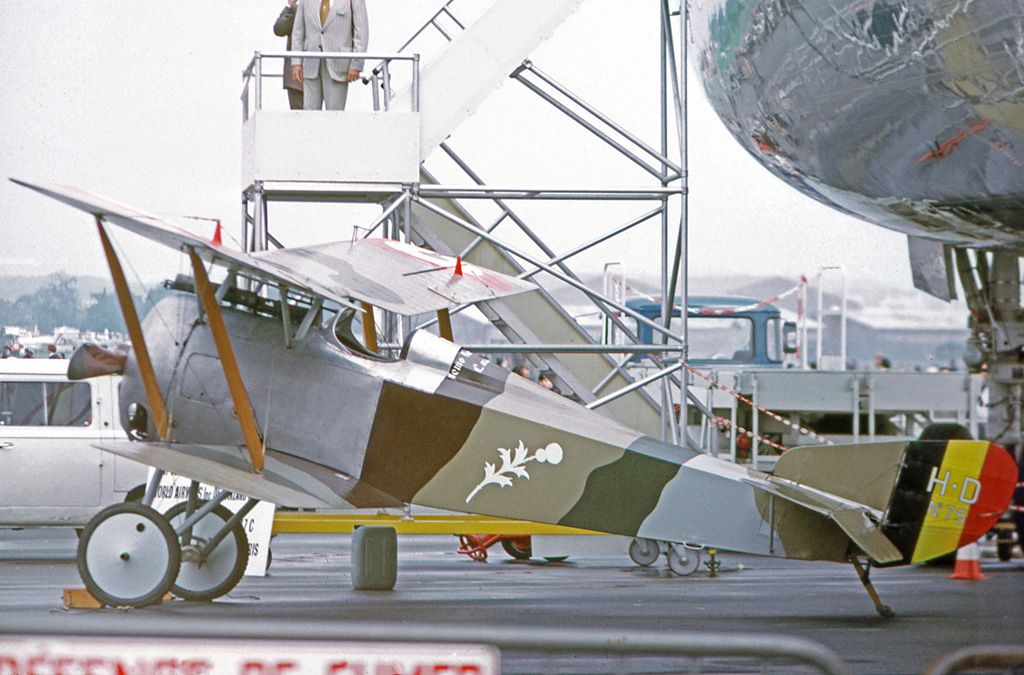
O Hanriot HD.1 No. 75 com as marcações da Força Aérea Belga. Esta aeronave pertence à "The Vintage Aviator Limited", no Aeroporto de Hood, em Masterton, Nova Zelândia.

Cinco exemplos do HD.1 estão preservados em museus na Europa e nos EUA:
 Bélgica
- CN 78 Musee Royale de L'Armee, Bruxelas

 Itália
- CN 515 Museo Storico Dell'Aeronautica Miltare Italiana, Vigna di Valle, perto de Roma

 Suíça 
- Flieger Flab Museum, Dübendorf perto de Zurique

 Nova Zelândia
- CN 75, The Vintage Aviator Limited, Aeroporto de Hood, Masterton, Nova Zelândia, uma antiga aeronave belga, salva por Richard Shuttleworth antes da Segunda Guerra Mundial, e anteriormente mantido pelo Royal Air Force Museum Este exemplar foi restaurado ao status de aeronavegabilidade após ser adquirido pela TVAL e ocasionalmente voa de Aeroporto de Hood, Masterton em Wairarapa, Nova Zelândia.

 Estados Unidos
- CN 5934 Planes of Fame Air Museum em Chino, Califórnia. Este avião foi pilotado pelo famoso ás francês da Primeira Guerra Mundial Charles Nungesser no filme de 1925 The Sky Raider. Pode ter sido um HD.2C na US Navy.

## Operadores
Bélgica
- Componente Aéreo Belga
  - 1ère Escadrille de Chasse
- Groupe de chasse
  - 9ème Escadrille de Chasse
  - 10me Escadrille de Chasse
  - 11ème Escadrille de Chasse

 França
- "Marine Nationale"

 Equador

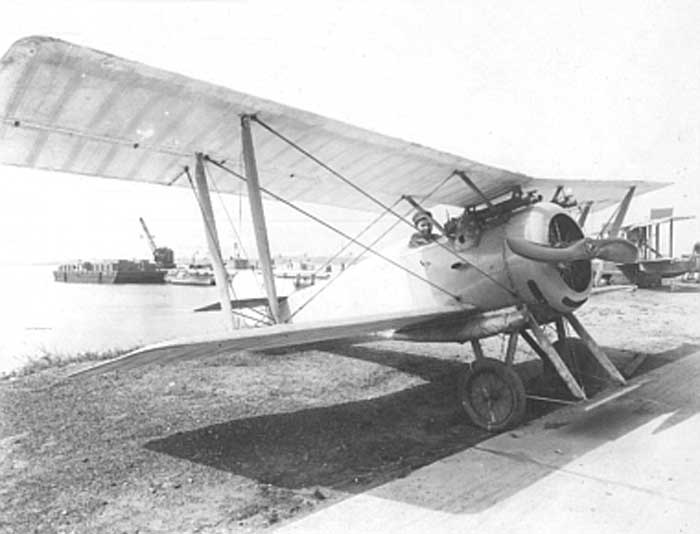
Um Hanriot HD.1 da Marinha dos EUA do pós-guerra com hidrofólios e sacos de flutuação.

- Força Aérea Equatoriana - Apenas uma aeronave.

 Reino da Itália
- Corpo Aeronautico Militare - caça padrão italiano no final da Primeira Guerra Mundial

 Paraguai
- Força Aérea Paraguaia - Apenas três aeronaves.

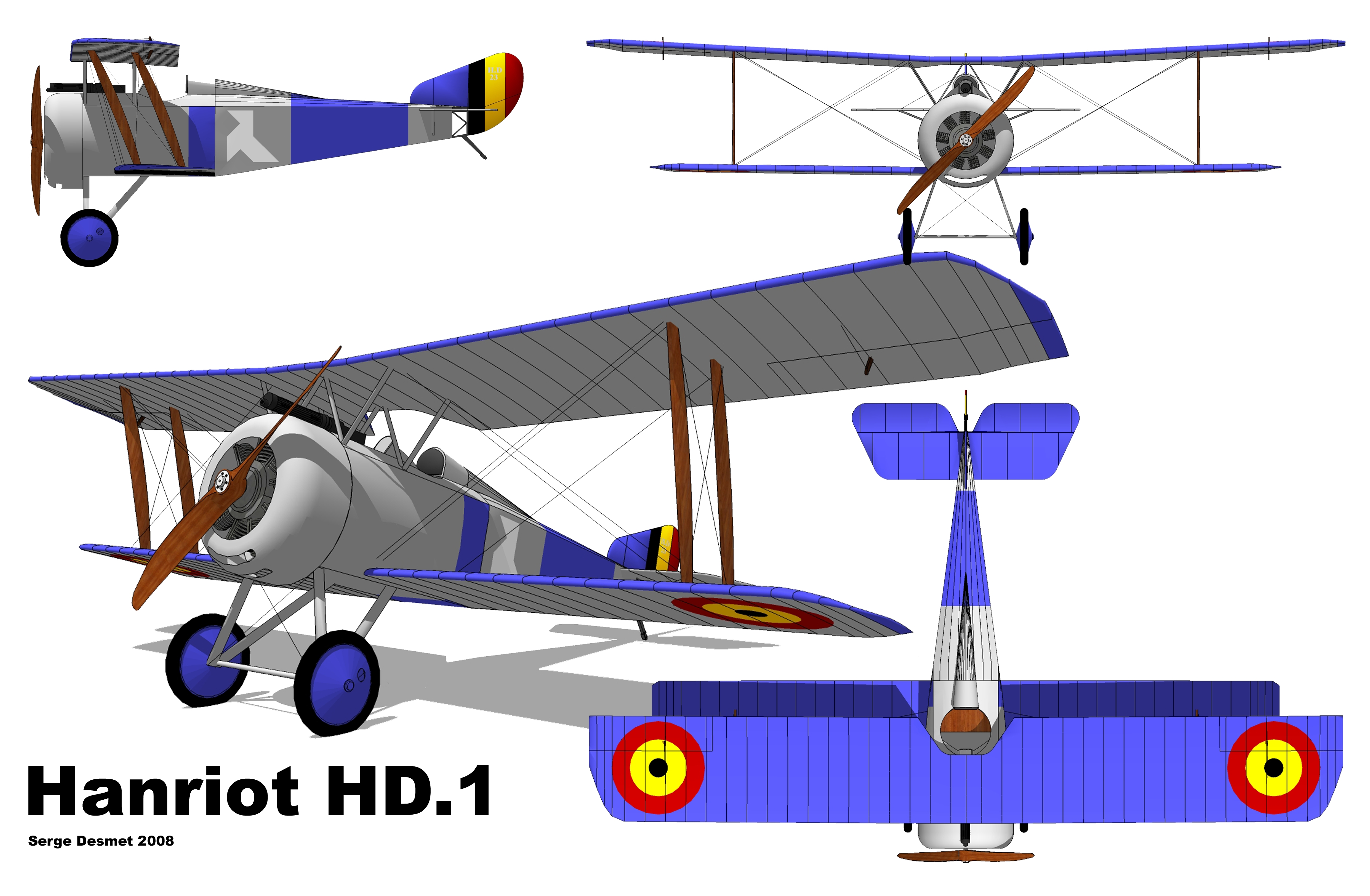
Ilustração em quaro vistas do Hanriot HD-1.

  Suíça
- Força Aérea Suíça - Pós-guerra

 Estados Unidos
- Marinha dos Estados Unidos

## Especificações (HD.1)
Dados de: Jane's Vintage Aircraft Recognition Guide
Descrições gerais
- Tripulação: 1 piloto
- Comprimento: 5,85 m (19 ft)
- Envergadura: 8,7 m (29 ft)
- Altura: 2,94 m (9,6 ft)
- Área alar: 18 m² (194 ft²)
- Peso vazio: 407 kg (897 lb)
- Peso bruto (carregado): 605 kg (1 330 lb)

Motorização
- Número de motores: 1x
- Tipo do motor: Le Rhône 9J giratório de 9 cilindros a pistão refrigerado a ar
- Potência por motor: 109 hp (81,3 kW)
- Descrição do propulsor/hélice: Hélice de madeira de passo fixo de 2 pás

Performance
- Velocidade máxima: 99 km/h (61,5 mph)
- Alcance: 550 km (342 mi)
- Razão de subida: 4,54 m/s
- Tecto de serviço: 6 400 m (21 000 ft)

Armamentos
- Metralhadoras/canhões: 1 ou 2 metralhadoras Vickers de .303" (7,7 mm)